# Каннон-Фолс (город, Миннесота)
Каннон-Фолс (англ. Cannon Falls) — город в округе Гудхью, штат Миннесота, США. На площади 10,6 км² (10,4 км² — суша, 0,2 км² — вода), согласно переписи 2002 года, проживают 3795 человек. Плотность населения составляет 365,4 чел./км².
- Телефонный код города — 507
- Почтовый индекс — 55009
- FIPS-код города — 27-09730[1]
- GNIS-идентификатор — 0640870[2]